# Batalla de Pankalia
La batalla de Pankalia fue una batalla que enfrentó en 978 o 979 al ejército leal al emperador bizantino Basilio II, comandado por Bardas Focas el joven, con las fuerzas del general rebelde Bardas Esclero.
Las fuentes son contradictorias con respecto a la batalla: mientras que los historiadores clásicos seguían el relato de Juan Escilitzes según el cual la batalla fue una victoria decisiva de los lealistas en marzo de 979, los historiadores modernos dan más peso a la crónica de León el diácono que lo describe como una victoria rebelde en junio de 978.